# AMY2A

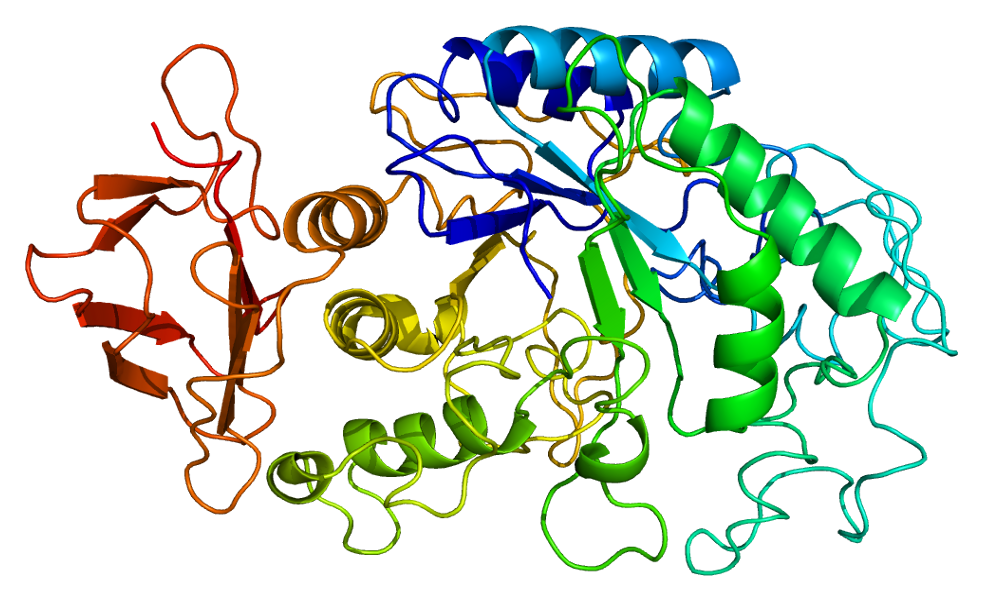
Estructura de la proteína AMY2A basada en la representación PyMOL de PDB 1b2y.

La alfa-amilasa pancreática es una enzima que en humanos está codificada por el gen AMY2A.
Las amilasas son proteínas secretadas que hidrolizan los enlaces 1,4-alfa-glucósido en oligosacáridos y polisacáridos y, por tanto, catalizan el primer paso en la digestión del almidón y el glucógeno de la dieta. El genoma humano tiene un grupo de varios genes de amilasa que se expresan en niveles elevados en las glándulas salivales o en el páncreas. Este gen codifica una isoenzima amilasa producida por el páncreas.

## Otras lecturas
- Kaczmarek MJ, Rosenmund H (1977). «The action of human pancreatic and salivary isoamylases on starch and glycogen». Clin. Chim. Acta 79 (1): 69-73. PMID 890964. doi:10.1016/0009-8981(77)90462-4.
- Jacob M, Lainé J, LeBel D (1993). «Specific interactions of pancreatic amylase at acidic pH. Amylase and the major protein of the zymogen granule membrane (GP-2) bind to immobilized or polymerized amylase». Biochem. Cell Biol. 70 (10–11): 1105-14. PMID 1284286. doi:10.1139/o92-156.
- Groot PC, Mager WH, Henriquez NV (1991). «Evolution of the human alpha-amylase multigene family through unequal, homologous, and inter- and intrachromosomal crossovers». Genomics 8 (1): 97-105. PMID 2081604. doi:10.1016/0888-7543(90)90230-R.
- Nishide T, Nakamura Y, Emi M (1986). «Primary structure of human salivary alpha-amylase gene». Gene 41 (2–3): 299-304. PMID 2423416. doi:10.1016/0378-1119(86)90110-1.
- Horii A, Emi M, Tomita N (1988). «Primary structure of human pancreatic alpha-amylase gene: its comparison with human salivary alpha-amylase gene». Gene 60 (1): 57-64. PMID 2450054. S2CID 85098215. doi:10.1016/0378-1119(87)90213-7. hdl:11094/36665.
- Gumucio DL, Wiebauer K, Caldwell RM (1988). «Concerted evolution of human amylase genes». Mol. Cell. Biol. 8 (3): 1197-205. PMC 363264. PMID 2452973. doi:10.1128/mcb.8.3.1197.
- Samuelson LC, Wiebauer K, Gumucio DL, Meisler MH (1988). «Expression of the human amylase genes: recent origin of a salivary amylase promoter from an actin pseudogene». Nucleic Acids Res. 16 (17): 8261-76. PMC 338557. PMID 2458567. doi:10.1093/nar/16.17.8261.
- Groot PC, Bleeker MJ, Pronk JC (1989). «The human alpha-amylase multigene family consists of haplotypes with variable numbers of genes». Genomics 5 (1): 29-42. PMID 2788608. doi:10.1016/0888-7543(89)90083-9.
- Wise RJ, Karn RC, Larsen SH (1986). «A complementary DNA sequence that predicts a human pancreatic amylase primary structure consistent with the electrophoretic mobility of the common isozyme, Amy2 A». Mol. Biol. Med. 2 (5): 307-22. PMID 6336237.
- Tricoli JV, Shows TB (1984). «Regional assignment of human amylase (AMY) to p22----p21 of chromosome 1». Somat. Cell Mol. Genet. 10 (2): 205-10. PMID 6608795. S2CID 21230969. doi:10.1007/BF01534909.
- Nishide T, Emi M, Nakamura Y, Matsubara K (1984). «Corrected sequences of cDNAs for human salivary and pancreatic alpha-amylases [corrected]». Gene 28 (2): 263-70. PMID 6610603. doi:10.1016/0378-1119(84)90265-8.
- Maruyama K, Sugano S (1994). «Oligo-capping: a simple method to replace the cap structure of eukaryotic mRNAs with oligoribonucleotides». Gene 138 (1–2): 171-4. PMID 8125298. doi:10.1016/0378-1119(94)90802-8.
- Qian M, Haser R, Buisson G (1994). «The active center of a mammalian alpha-amylase. Structure of the complex of a pancreatic alpha-amylase with a carbohydrate inhibitor refined to 2.2-A resolution». Biochemistry 33 (20): 6284-94. PMID 8193143. doi:10.1021/bi00186a031.
- Brayer GD, Luo Y, Withers SG (1996). «The structure of human pancreatic alpha-amylase at 1.8 A resolution and comparisons with related enzymes». Protein Sci. 4 (9): 1730-42. PMC 2143216. PMID 8528071. doi:10.1002/pro.5560040908.
- Suzuki Y, Yoshitomo-Nakagawa K, Maruyama K (1997). «Construction and characterization of a full length-enriched and a 5'-end-enriched cDNA library». Gene 200 (1–2): 149-56. PMID 9373149. doi:10.1016/S0378-1119(97)00411-3.
- Rydberg EH, Sidhu G, Vo HC (1999). «Cloning, mutagenesis, and structural analysis of human pancreatic alpha-amylase expressed in Pichia pastoris». Protein Sci. 8 (3): 635-43. PMC 2144294. PMID 10091666. doi:10.1110/ps.8.3.635.
- Brayer GD, Sidhu G, Maurus R (2000). «Subsite mapping of the human pancreatic alpha-amylase active site through structural, kinetic, and mutagenesis techniques». Biochemistry 39 (16): 4778-91. PMID 10769135. doi:10.1021/bi9921182.
- Aughsteen AA (2001). «A comparative immunohistochemical study on amylase localization in the rat and human exocrine pancreas». Saudi Medical Journal 22 (5): 410-5. PMID 11376382.
- Numao S, Maurus R, Sidhu G (2002). «Probing the role of the chloride ion in the mechanism of human pancreatic alpha-amylase». Biochemistry 41 (1): 215-25. PMID 11772019. doi:10.1021/bi0115636.

- Datos: Q21173369